# Mortonagrion
Mortonagrion é um género de libelinha da família Coenagrionidae.
Este género contém as seguintes espécies:
- Mortonagrion aborense (Laidlaw, 1914)
- Mortonagrion amoenum (Ris, 1915)
- Mortonagrion appendiculatum Lieftinck, 1937
- Mortonagrion arthuri Fraser, 1942
- Mortonagrion ceylonicum Lieftinck, 1971
- Mortonagrion falcatum Lieftinck, 1934
- Mortonagrion forficulatum Lieftinck, 1953
- Mortonagrion hirosei Asahina, 1972
- Mortonagrion martini Ris, 1900
- Mortonagrion selenion (Ris, 1916)
- Mortonagrion stygium (Fraser, 1954)
- Mortonagrion varralli Fraser, 1920